# Zbigniew Bródka
Zbigniew Marcin Bródka (Głowno, 8 ottobre 1984) è un pattinatore di velocità su ghiaccio polacco, campione olimpico nei 1500 metri ai Giochi di Soči 2014.

## Palmarès

### Olimpiadi
- 2 medaglie:
  - 1 oro (1500 m a Soči 2014);
  - 1 bronzo (inseguimento a squadre a Soči 2014).

### Campionati mondiali su distanza singola
- 1 medaglia:
  - 1 bronzo (inseguimento a squadre a Soči 2013).